# 2011 w polityce

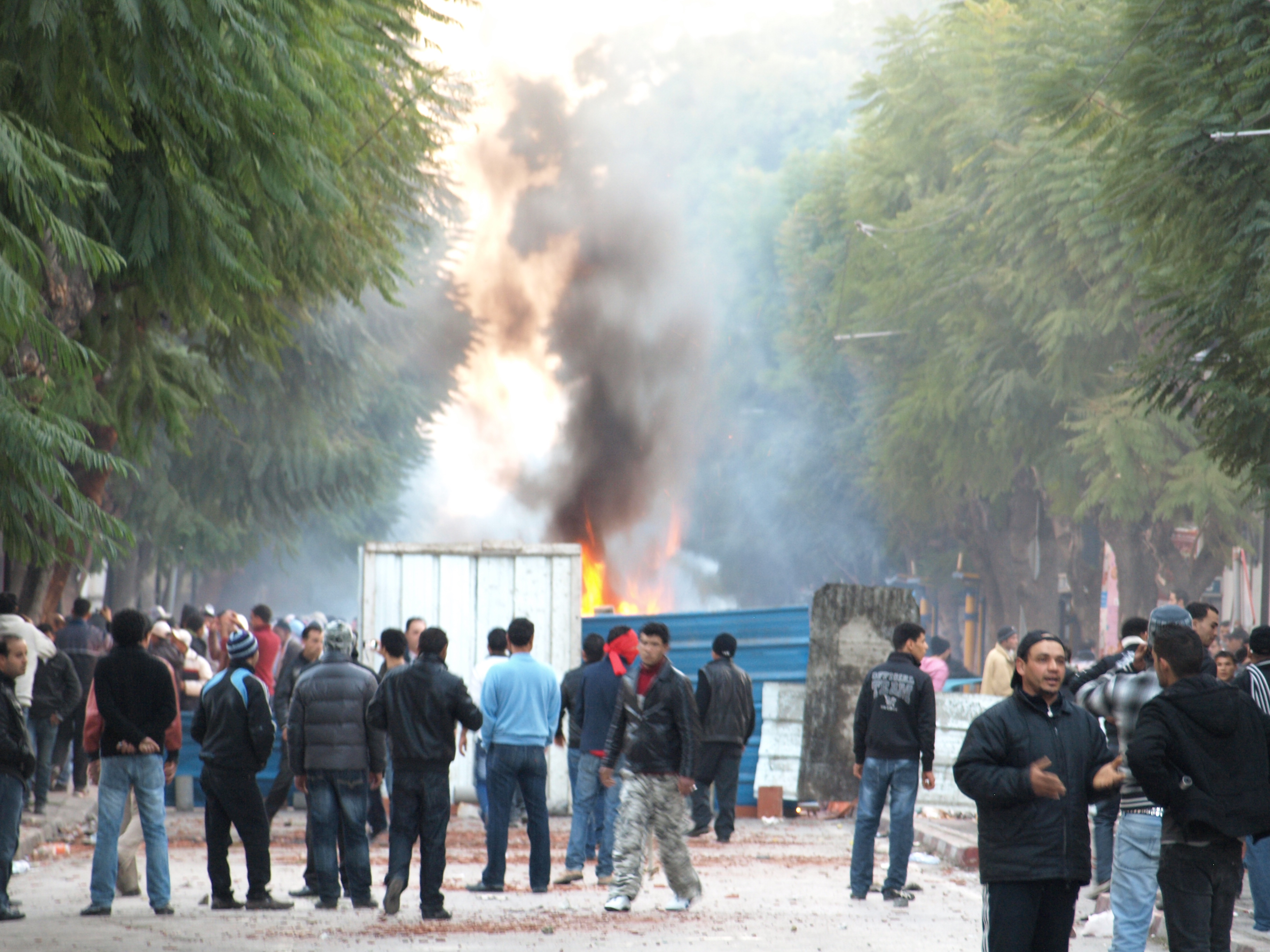
Rewolucja w Tunezji, zamieszki w Tunisie, 14 stycznia 2011

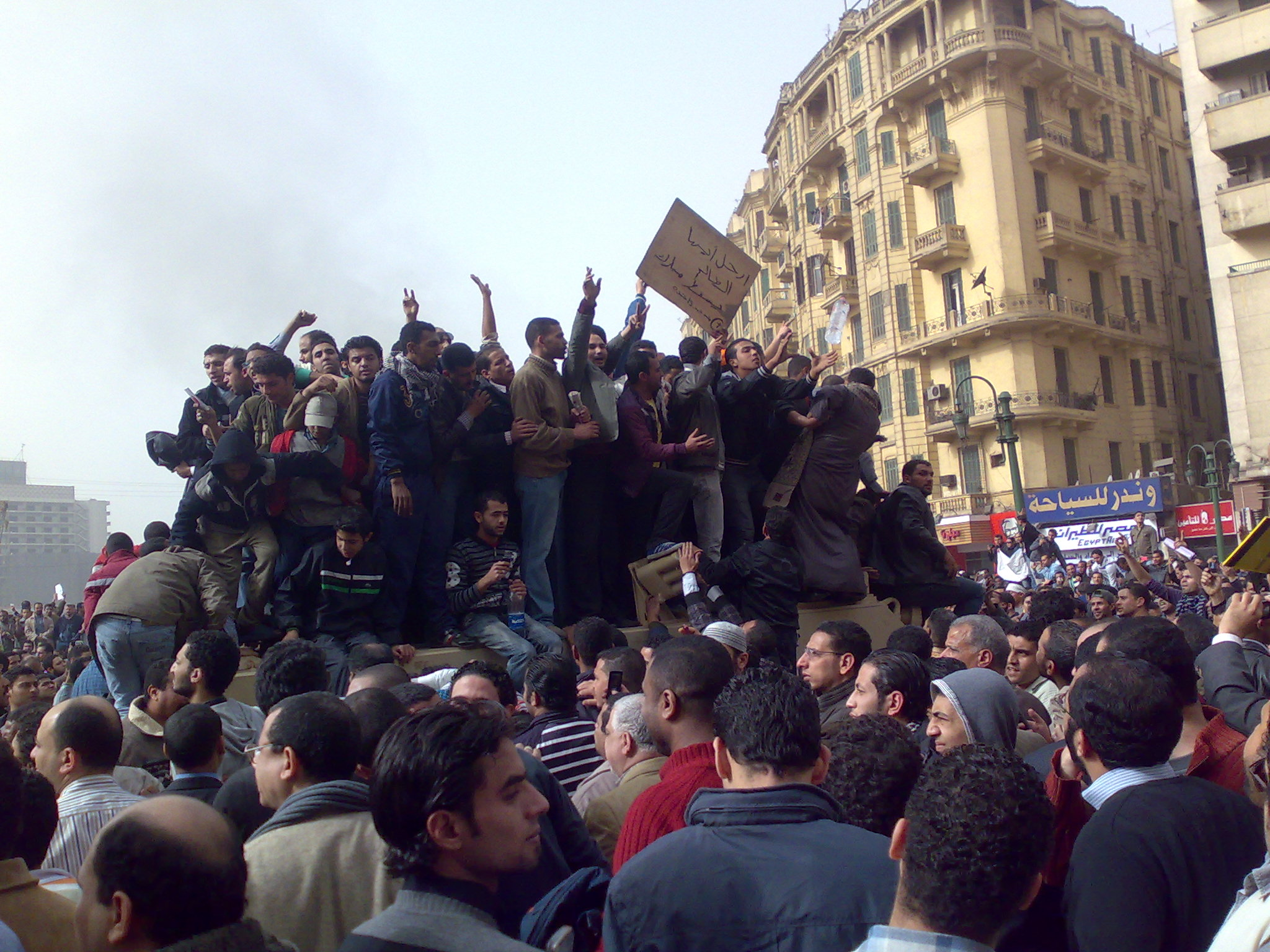
Rewolucja w Egipcie, demonstracja na Majdan at-Tahrir w Kairze

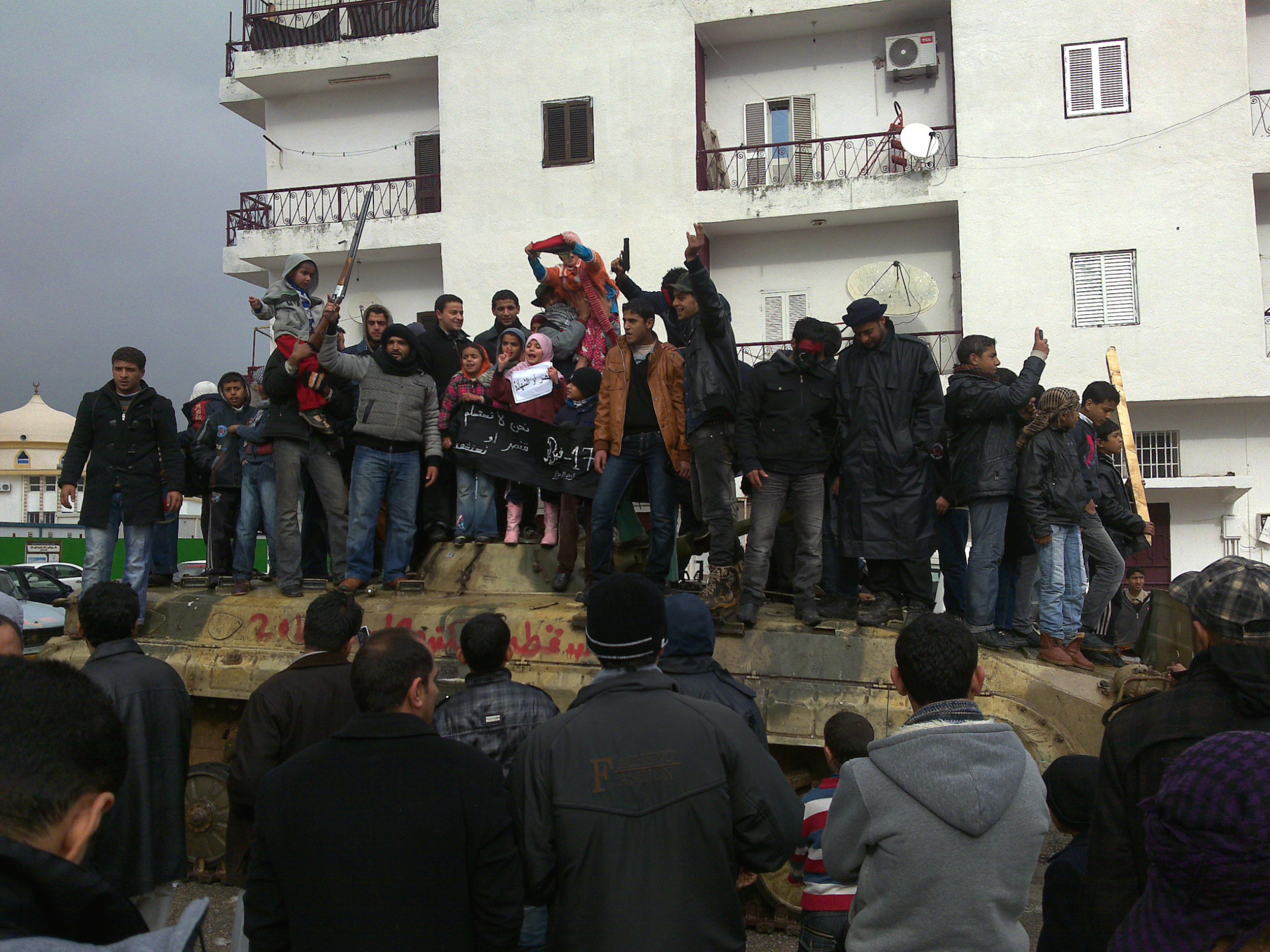
Rebelianci libijscy świętujący zwycięstwa na przejętym rządowym czołgu, 25 lutego 2011

Wydarzenia polityczne w 2011 roku.

## Styczeń
- 4 stycznia – zmarł Tunezyjczyk Mohamed Bouazizi, który w grudniu 2010 roku podpalił się przed budynkiem rządowym w Sidi Bu Zajd. Jego samopodpalenie zapoczątkowało masowe protesty w krajach arabskich (arabska wiosna)[1].
- 9 stycznia – w Sudanie Południowym odbyło się referendum niepodległościowe[2].
- 14 stycznia – prezydent Tunezji Zajn al-Abidin ibn Ali rozwiązał rząd, po czym wyjechał z kraju. Tymczasową władzę objął premier Muhammad al-Ghannuszi[3].
- 21 stycznia – na Białorusi zaprzysiężono Alaksandra Łukaszenkę na czwartą kadencję prezydencką[1].
- 25 stycznia – w Egipcie doszło do wybuchu masowych protestów społecznych[4].
- 28 stycznia – w Egipcie doszło do starć pomiędzy przeciwnikami prezydenta Egiptu Husniego Mubaraka a siłami rządowymi. W walkach zginęło co najmniej pięć osób. Prezydent zdymisjonował rząd, obiecał reformy, lecz zapowiedział, że nie poda się do dymisji. W Kairze, Suezie i Aleksandrii wprowadzono godzinę policyjną, która nie była przestrzegana przez demonstrantów[5].
- 29 stycznia – szef wywiadu Egiptu Omar Sulejman został wiceprezydentem Egiptu; podczas walk pomiędzy przeciwnikami prezydenta Mubaraka a siłami bezpieczeństwa zginęły co najmniej 74 osoby[5].

## Luty
- 1 lutego – na placu Tahrir zgromadziło się ok. 250 tys. demonstrantów, protestujących przeciwko prezydentowi Mubarakowi. Prezydent Mubarak zapowiedział, że ustąpi po wyborach. Protestujący domagają się natychmiastowej dymisji[5].
- 2–3 lutego – na placu Tahrir toczyły się brutalne walki pomiędzy przeciwnikami a zwolennikami Mubaraka[5].
- 5 lutego:
  - przywództwo rządzącej w Egipcie Partii Narodowo-Demokratycznej podało się do dymisji[5].
  - w Bengazi wybuchło zamieszki po aresztowaniu prawnika i aktywisty Fethiergo Tarbela[6].
- 10 lutego – prezydent Egiptu Husni Mubarak w telewizyjnym przemówieniu powtórzył, że odda władzę we wrześniu[5].
- 11 lutego – w wyniku masowych protestów prezydent Egiptu Husni Mubarak ustąpił ze stanowiska i przekazał władzę armii[7].
- 16–17 lutego – przeciwnicy Mu’ammara al-Kaddafiego starli się z policją. Wybuchła rewolucja libijska[6].
- 24 lutego – w Mitracie doszło do walk pomiędzy armią rządową wspieraną przez zagranicznych najemników, a demonstrantami i żołnierzami, którzy przeszli na stronę przeciwników Kaddafiego[6].
- 25 lutego – powstańcy zdobyli Bengazi, powstał tymczasowy rząd w Libii – Narodowa Rada Tymczasowa. Wojska Kaddafiego rozpoczęły naloty na pozycje rebeliantów[6]
- 28 lutego – Unia Europejska nałożyła sankcję wobec Kaddafiego i jego ludzi[6].

## Marzec
- 5 marca – Narodowa Rada Tymczasowa ogłosiła się jedynym oficjalnym reprezentantem Libii[6].
- 10 marca – Narodowa Rada Tymczasowa została przez Francję uznana za jedyną legalną organizację reprezentującą mieszkańców Libii[6].
- 11 marca – Libia zawiesiła stosunki dyplomatyczne z Francją[6].
- 17 marca – Rada Bezpieczeństwa Organizacji Narodów Zjednoczonych uchwaliła rezolucję, która wprowadziła strefę zakazu lotów wojskowych nad Libią[6].
- 18 marca – Rada Bezpieczeństwa Organizacji Narodów Zjednoczonych wydała rezolucję, która dopuściła „wszelkie konieczne środki” w celu ochronienia ludności cywilnej przed siłami Mu’ammara al-Kaddafiego[1].
- 19 marca – koalicja państw zachodnich (Stany Zjednoczone, Francja, Wielka Brytania, Włochy i Kanada) zaatakowała Libię[6].
- 28 marca – pierwszym państwem arabskim, które uznało Narodową Radę Tymczasową, został Katar[6].

## Kwiecień
- 10 kwietnia – Mu’ammar al-Kaddafi zaakceptował plan zakończenia wojny domowej w Libii, przedstawionej przez delegację Unii Afrykańskiej[6].
- 11 kwietnia – powstańcy libijscy odrzucili plan zakończenia konfliktu[6].
- 15 kwietnia – były chorwacki generał Ante Gotovina został skazany na 24 lata więzienia przez haski trybunał ds. zbrodni wojennych w dawnej Jugosławii[1].
- 30 kwietnia – najmłodszy syn Mu’ammara al-Kaddafiego, Saif al-Arab, zginął w wyniku ataku wojsk NATO na dom Kaddiafich w Trypolisie[6].

## Maj
- 2 maja – w Abbottabadzie amerykański komandosi zabili lidera Al-Ka’idy Usamę ibn Ladina[1].
- 26 maja – w Serbii policja aresztowała Ratko Mladicia[1].

## Czerwiec
- 9 czerwca – w Abu Zabi kraje arabskie i zachodnie zobowiązały się do przekazania powstańcom libijskim ponad 1,3 mld dolarów pomocy[6].
- 16 czerwca – Ajman az-Zawahiri został nowym szefem Al-Ka’idy[1].
- 21 czerwca – Ban Ki-moon został wybrany na drugą pięcioletnią kadencję na stanowisku sekretarza generalnego ONZ[1].
- 27 czerwca – został wydany nakaz aresztowania pułkownika Mu’ammara al-Kaddafiego[6].

## Lipiec
- 5 lipca – w Stambule ponad 30 państw (w tym Stany Zjednoczone) uznały Narodową Radę Tymczasową za reprezentację narodu libijskiego[6].
- 27 lipca – Wielka Brytania uznała Narodową Radę Tymczasową za jedynego przedstawiciela narodu libijskiego[6].
- 28 lipca – powstańcy libijscy zabili generała Abdela Fattah Younisa[6].
- 29 lipca – samoloty NATO zbombardowały nadajniki państwowej telewizji libijskiej Al-Dżamahirija[6].

## Sierpień
- 5 sierpnia – zmarł Andrzej Lepper, były lider Samoobrony[8].
- 9 sierpnia – rząd Mu’ammara al-Kaddafiego oskarżył NATO o śmierć 85 cywilów w okolicach Zlitan[6].
- 11 sierpnia – powstańcy libijscy ogłosili zdobycie zachodniego części miasta Brega[6].
- 14 sierpnia – powstańcy libijscy po dramatycznych walkach przejęły kontrolę nad autostradą do Tunezji, którą do Trypolisu docierała żywność i paliwo[6].
- 15 sierpnia – powstańcy zdobyli Gharjan, przez które przechodzi autostrada łącząca Trypolis z Sabhą[6].
- 16 sierpnia – powstańcy ogłosili, że kontrolują wszystkie drogi do stolicy Libii[6].
- 21 sierpnia – w Trypolisie wybuchły walki pomiędzy powstańcami a siłami Kaddafiego[6].
- 26 sierpnia – dwadzieścia państw afrykańskich uznała Narodową Radę Tymczasową za legalną władzę Libii[6].
- 29 sierpnia – rodzina Mu’ammara al-Kaddafiego uciekła do Algierii[6].
- 30 sierpnia – nowym premierem Japonii został dotychczasowy minister finansów Yoshihiko Noda[1].

## Wrzesień
- 25 września – w Nairobi zmarła Wangari Maathai, laureatka Pokojowej Nagrody Nobla w 2004 roku[9].

## Październik
- 7 października – Norweski Komitet Noblowski ogłosił, iż Pokojową Nagrodę Nobla otrzymają: Liberyjka Ellen Johnson-Sirleaf (pierwsza afrykańska kobieta-prezydent), Liberyjka Leymah Gbowee (działaczka na rzecz demokracji) oaz Jemenka Tawakkul Karman (dziennikarka)[1].
- 9 października – w Polsce odbyły się wybory parlamentarne. Wybory wygrała Platforma Obywatelska[10].
- 11 października – Julia Tymoszenko została skazana na siedem lat pozbawienia wolności za nadużycia przy zawieraniu kontraktów gazowych z Rosją w 2009 roku[1].
- 20 października:
  - pod Syrtą podczas ataku sił Narodowej Rady Tymczasowej zabito Mu’ammara al-Kaddafiego[1].
  - ETA zakończyła walkę zbrojną[1].
- 21 października – prezydent Stanów Zjednoczonych Barack Obama ogłosił wycofanie wszystkich wojsk amerykańskich z Iraku do końca 2011 roku[1].
- 23 października:
  - proklamowano wyzwolenie Libii po 42 latach rządów Kaddafiego[1].
  - wybory do konstytuanty w Tunezji wygrało umiarkowane ugrupowanie islamistyczne Hizb an-Nahda (Partia Odrodzenia)[1].
- 31 października – zakończyła się interwencja wojsk NATO w Libii[1].

## Listopad
- 8 listopada – Międzynarodowa Agencja Energii Atomowej poinformowała, iż Iran pracował nad bombą atomową[1].
- 11 listopada:
  - w Grecji zaprzysiężono tymczasowy rząd koalicyjny. Na jej czele stanął Lukas Papadimos[1].
  - premier Włoch Silvio Berlusconi podał się do dymisji. Nowym premierem został ekonomista Mario Monti[1].
- 18 listopada – zaprzysiężono drugi rząd Donalda Tuska[10].
- 28 listopada – w Egipcie rozpoczęły się wielostopniowe wybory parlamentarne[1].

## Grudzień

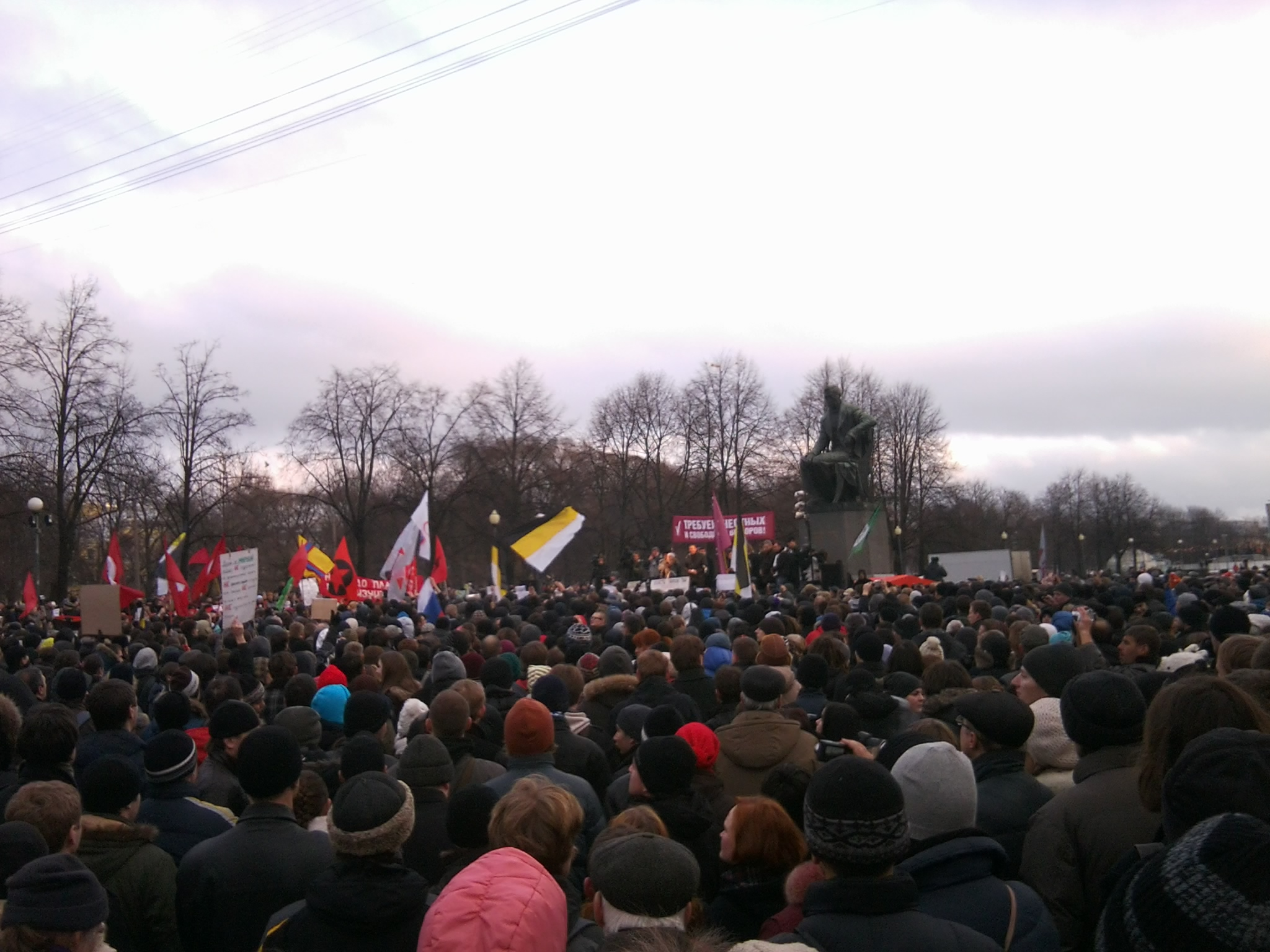
Protesty w Petersburgu, 10 grudnia 2011

- 4 grudnia – wybory parlamentarne w Rosji wygrała partia Jedna Rosja (49% głosów)[1].
- 9 grudnia – przywódcy Chorwacji i Unii Europejskiej podpisali traktat o przystąpieniu Chorwacji do UE[1].
- 10 grudnia – w Rosji wybuchły protesty społeczne przeciwko Władimirowi Putinowi[11].
- 14 grudnia – pięć osób związanych z arabską wiosną otrzymało Nagrody Sacharowa[1].
- 17 grudnia – zmarł przywódca Korei Północnej Kim Dzong Il[1].
- 18 grudnia – zmarł były prezydent Czech Václav Havel[1].
- 19 grudnia – na szczycie w Kijowie ogłoszono, że Ukraina i Unia Europejska zakończyły negocjacje nad umową stowarzyszeniową[1].